# Sant Pau de Segúries

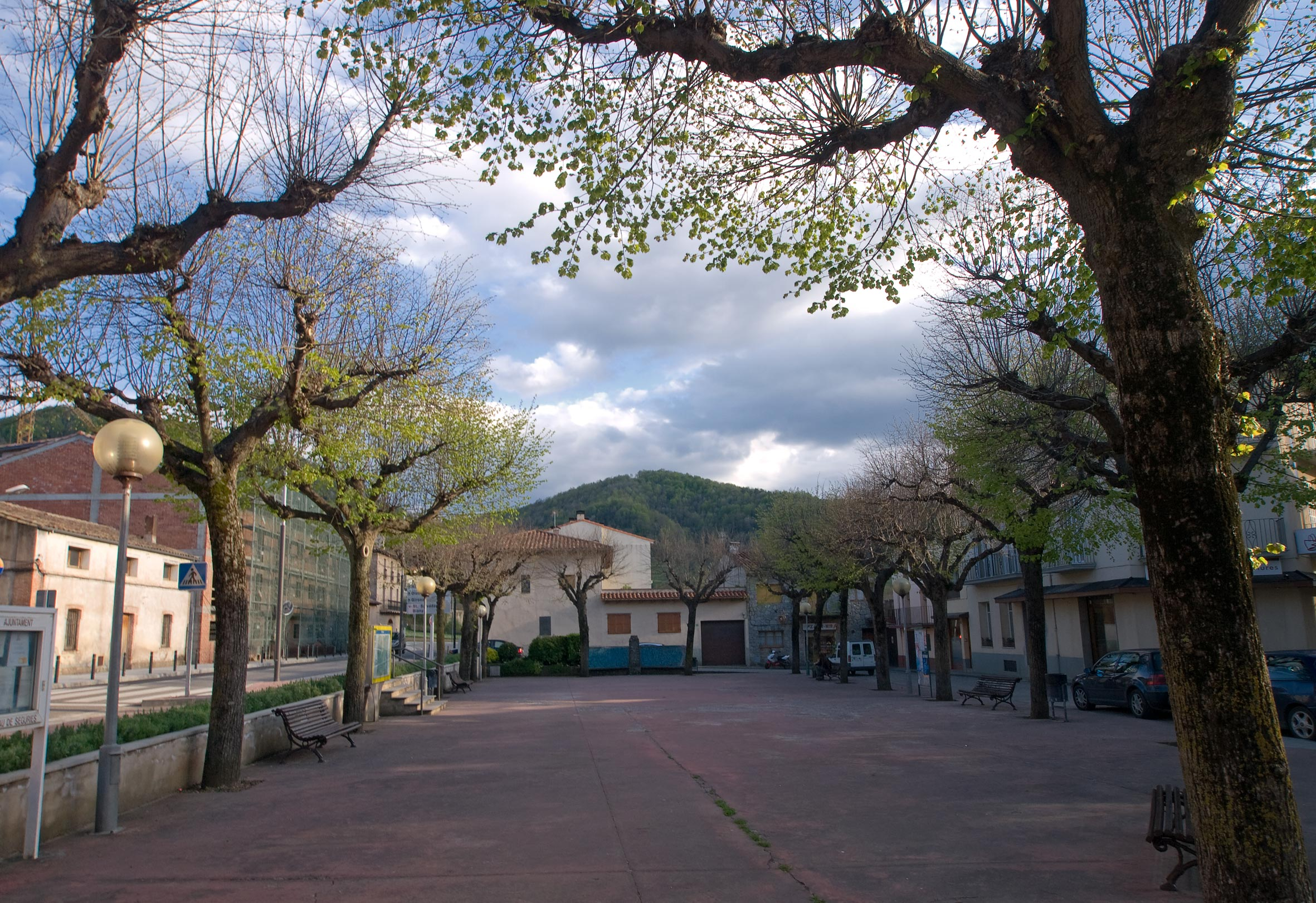
Plein met gemeentehuis van Sant Pau de Segúries

Sant Pau de Segúries is een gemeente in de Spaanse provincie Girona in de regio Catalonië met een oppervlakte van 9 km². Sant Pau de Segúries telt 670 inwoners (1 januari 2016).

## Demografische ontwikkeling
Bron: INE, 1857-2011: volkstellingen